# Macquartia erythrocera
Macquartia erythrocera är en tvåvingeart som först beskrevs av Henry J. Reinhard 1945.  Macquartia erythrocera ingår i släktet Macquartia och familjen parasitflugor. Inga underarter finns listade i Catalogue of Life.